# 山東財経大学
山東財経大学（さんとうざいけいだいがく）は中華人民共和国山東省の公立四年制大学であり、2011年7月4日に元山東財政学院と元山東経済学院が合併された新型高等財政経済大学である。山東省済南市舜耕路に本部を置く。合併が故に、済南市に複数のキャンパスを持つ。

## 山東財政学院
山東財政学院は1986年に設立され、鄧小平氏が自ら学校名を揮毫し、国家財政部と山東省政府共同設立した新型高等財政経済大学である。
学校の下で経済学院、財税学院と公共管理学院、金融学院、国際経済貿易学院、工商管理学院、会計学院、コンピュータ情報工程学院、外国語学院、政法学院、国際交流学院、文理学院、体育教育学院、継続教育学院と高等専門技術学院の14学院があり、35の学部専攻と5つの専攻がある。
山東財政学院の歴史は短いが、大きい投入、高レベルの教育水準、迅速な発展で、青春の生気と活力が満ち溢れている。学院の教師と職員は1,000人近く、教師706人、その内中国国務院政府の特別手当を受ける専門家7人、財政部跨世紀学術リーダー7人、毎年多数の国内外専門家と学者を招聘し講演が行われている。学院は全国から学生を募集し、学部生と院生全部で10,937人在校し、成人教育学生が8,000人在校している。
学院は開放的な考えで、国際交流と合作を積極的に推進し、アメリカ、イギリス、カナダ、フランス、オランダなどの数ヶ国及び地域の22の大学との友好交流関係を締結し、学者の相互訪問、学生の交流、研究の合作、連合育成、資料の交換などの多数形式による交流が行われ、毎年100名近くの教師と学生がこのルートを通して海外で授業と研修する。
山東財政学院は済南千佛山風景区にあり、面積は40ヘクタール、建築面積は300,000㎡である、学院は完備された教育基礎施設と実験設備を持ち、図書館の蔵書は947,000冊で、中外雑誌1,200種類、電子図書1.5T、全国と世界情報捜索システムがあり、学校雑誌『山東財政学院学報』を公開発行。学生生活区の施設が完備され、環境がよく、体育場、体育館、水泳館などの施設がある。

## 重点分野紹介

### 会計学
山東財政学院会計学院は1988年に設立され、学校中で最も早く設立した二つ分野の一つであり、中国会計学会と中国会計教授の理事学院となっている、会計学、財務管理学二つの専攻があり、院生、学部生1,200人、教師41人、教授13人が在籍。
会計学専攻は国家管理の専攻で山東省重点学科でもある、近年、多数の国家、省クラスの研究課題を完成し、中でも『管理会計CAI』研究成果は国内CAIソフト開発に先立ち、省内初めてのものである。
会計学専攻の目的は社会発展と需要に対応でき、政府機関、会計士事務所、金融保険業、財務会社、会計アドバイザー、資産審査事務所などの任に堪えうる応用型と複合型の専門的人材を育成することである。
会計学院と台湾淡江大学会計学院は緊密な交流と合作関係を持ち、2002年には“第6回海峡両岸会計と管理学術研討会”が開催された。

### 財政学
財税学院と公共管理学院は1986年に設立され、学校中最も早く設立した二つの分野の一つであり、財政学、公共事業管理、行政管理、労働と社会保障４つの分野、院生、学部生1,000人、教師37人、教授10人が在籍。
財政学専攻は国家管理の専攻と山東省重点学科でもあり、この専攻は1999年に山東省財政学科唯一の“大学教育改革テスト専攻”に、また2001年には“山東省クラス重点学科強化建設項目”に指定された。目的は財政、税収の知識を身につけ、情報処理でき、外国語を話せ、財政などの管理部門、企業、サービス業などの任に堪えうる専門人材を育成することである。

### 金融学
金融学院は省内最大の金融類専門人材を育成する基地であり、学部生、院生1,300人で、教師46人で、教師のレベルが高く、先進的な実験設備を有し、専門図書館と証券投資テスト室もあり、証券投資の模擬試験が可能である。
金融学院は金融学専攻（貨幣銀行学、保険学、国際金融など）で、国家管理専攻であり、金融学専攻の目的は社会発展と経済需要に対応でき、各金融機関、研究所などの任に堪えうる応用型と複合型の専門人材を育成することである。

### 国際経済と貿易
国際経済貿易学院は全国に募集し、教師30人、在校生1,000人、毎年オランダ、フランス、日本、韓国からの研修生を受け入れており、教師のレベルが高く、専攻構造が合理的で、多数の教師が国外で研修或いは業務の経験がある。
学院は国際経済貿易の専攻で“近代化に、世界に、未来に向けて”のスローガンのもとで、経済学の基本理論と方法、西方経済学、国際経済学の基本理論と方法、統計学と会計学を利用しての問題分析と研究、主要国家と地域の経済発展状況及び貿易政策、中国対外経済貿易政策と法律、外国語、コンピュータ等の授業を行っている。